# Orde van Verdienste van de Duitse Adelaar

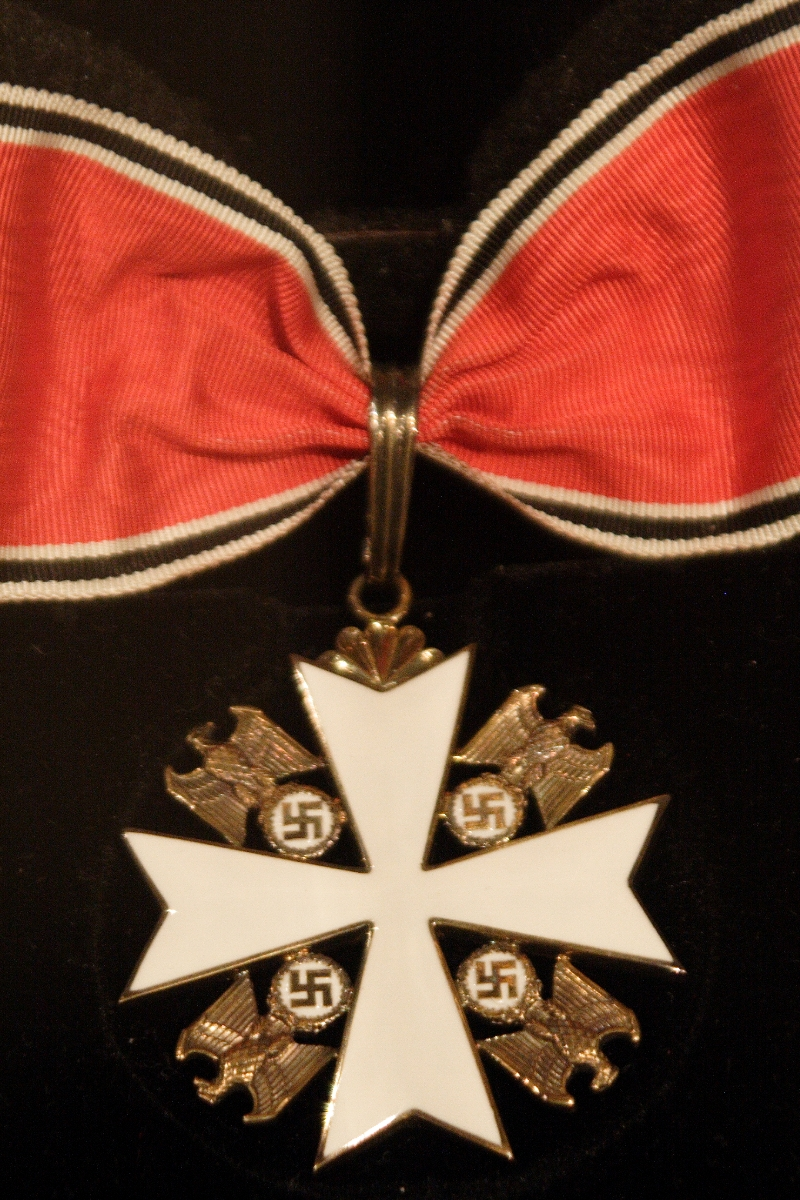
Het commandeurskruis (IIIe Klasse) van Charles Lindbergh

De Orde van Verdienste van de Duitse Adelaar (Duits: Verdienstorden vom Deutschen Adler) werd op 1 mei 1937 door de Duitse rijkskanselier en Führer Adolf Hitler gesticht.
Het Derde Rijk bezat tientallen orden en honderden onderscheidingen, dit was de meest algemene orde van verdienste en zij werd toegekend aan diegenen die zich "um das Deutsche Reich verdient gemacht hatten".
De orde is daarmee vergelijkbaar met de Orde van Oranje-Nassau of de Belgische Kroonorde ware het niet dat Hitler bijzondere orden van verdienste voor kunst, cultuur, strijdkrachten en rode kruiswerk had ingesteld. De orde werd ook aan diplomaten verleend.

## Versierselen
Het kleinood was een wit geëmailleerd gouden of zilveren kruis van Malta met in de armen vier adelaars met hakenkruisen in de klauwen. Wanneer de orde aan militairen werd verleend werd gesproken van een kruis "met de zwaarden" en werden kleine zwaarden gekruist op het middelpunt van het kruis gelegd.
Voor de Eerste Klasse en de Grootkruisen waren er acht- en zespuntige zilveren sterren voorzien. Het lint was rood met een wit-zwart-witte bies.

## De graden in 1937[1]
- Grootkruis van de Orde van Verdienste van de Duitse Adelaar ("Großkreuz des Deutschen Adlerordens")
- Orde van Verdienste van de Duitse Adelaar met Ster ("Deutscher Adlerorden mit Stern")
- Eerste Klasse van de Orde van Verdienste van de Duitse Adelaar ("Deutscher Adlerorden, Erste Stufe")
- Tweede Klasse van de Orde van Verdienste van de Duitse Adelaar ("Deutscher Adlerorden, Zweite Stufe")
- Derde Klase van de Orde van Verdienste van de Duitse Adelaar ("Deutscher Adlerorden, Dritte Stufe")
- Duitse Medaille van Verdienste ("Deutsche Verdienstmedaille")

Op 20 april 1939 kwam daar een "Goldenes Großkreuz des Deutschen Adlerordens" bij. Deze hoogste graad van de orde mocht niet vaker dan 16 maal worden toegekend. Ook de zwaarden voor militaire verdienste werden op die dag, vier maanden voor de aanval op Polen en het begin van de Tweede Wereldoorlog, ingevoerd.

## De graden in 1943
Op 27 december 1943 werd besloten dat de orde wederom hervormd zou worden. Nu werden de graden ook met een rang in de strijdkrachten verbonden.
- Gouden Grootkruis van de Orde van Verdienste van de Duitse Adelaar ("Goldenes Großkreuz des Deutschen Adlerordens")
- Grootkruis van de Orde van Verdienste van de Duitse Adelaar ("Großkreuz des Deutschen Adlerordens")
- Orde van Verdienste van de Duitse Adelaar met Ster ("Deutscher Adlerorden mit Stern")
- Eerste Klasse van de Orde van Verdienste van de Duitse Adelaar ("Deutscher Adlerorden, Erste Stufe") Deze rang was voor generaals voorzien.
- Tweede Klasse van de Orde van Verdienste van de Duitse Adelaar ("Deutscher Adlerorden, Zweite Stufe") Deze rang was voor kolonels voorzien.
- Derde Klase van de Orde van Verdienste van de Duitse Adelaar ("Deutscher Adlerorden, Dritte Stufe") Deze rang was voor stafofficieren voorzien.
- De nieuwe Vierde Klasse van de Orde van Verdienste van de Duitse Adelaar ("Deutscher Adlerorden, Vierte Stufe") Deze rang was voor kapiteins voorzien.
- De nieuwe Vijfde Klasse van de Orde van Verdienste van de Duitse Adelaar ("Deutscher Adlerorden, Fünfte Stufe") Deze rang was voor luitenants voorzien.
- Duitse Medaille van Verdienste in Zilver ("Silberne Verdienstmedaille") Deze rang was voor onderofficieren voorzien.
- Duitse Medaille van Verdienste in Brons ("Bronzene Verdienstmedaille") Deze nieuwe rang was voor manschappen voorzien.

Op 25 september 1937 werd de Italiaanse dictator Benito Mussolini onderscheiden met een "Großkreuz des Deutschen Adlerordens in Gold und Brillanten". Hij is de enige drager van deze speciaal voor hem gecreëerde graad, een onderscheiding met briljanten, in deze orde gebleven.
Duitsland verleende tijdens de Tweede Wereldoorlog ook andere orden. Zo was er vanaf 1942 de exclusieve Duitse Orde die hoger was dan het Grootkruis in de Orde van Verdienste van de Duitse Adelaar. Voor militaire verdiensten waren er de Orde van het IJzeren Kruis, de Orde van Oorlogsverdienste en het Duits Kruis. Er was ook een Bloedorde voor verdiensten binnen de NSDAP.

## Met het Gouden Grootkruis gedecoreerd
De lijst van Gouden Grootkruisen laat zich lezen als een "who is who" van Hitlers bondgenoten en sympathisanten.
- Ion Antonescu, de Roemeense dictator[5][6]
- Tsaar Boris III van Bulgarije[6], (16 april 1942[5])
- Galeazzo Ciano graaf van Cortelazzo, de Italiaanse minister van Buitenlandse Zaken en schoonzoon van Mussolini[5]
- Francisco Franco, staatshoofd van Spanje[5][6]
- Admiraal Miklós Horthy, regent van het Koninkrijk Hongarije[6], (12 april 1942[5])
- Veldmaarschalk Carl Gustaf Mannerheim, de opperbevelhebber van het Finse leger[5]
- Generaal Hiroshi Oshima, ambassadeur van Japan[5][6]
- Risto Ryti, president van Finland[6], (20 april 1942[5])
- Mgr. Jozef Tiso, president van Slowakije[6]
- Joachim von Ribbentrop, minister van Buitenlandse Zaken in nazi-Duitsland

Op de lijst van de grootkruisen komen veel hooggeplaatste en machtige sympathisanten van het naziregime voor.
- 30 juli 1938 – Henry Ford, de autofabrikant was antisemiet
- 19 oktober 1938 – Charles Lindbergh, Amerikaans luchtvaartpionier
- 19 februari 1940 – Sven Hedin, de Zweedse ontdekkingsreiziger was een apologeet van het nazisme
- 7 oktober 1940 – generaal Olof Thörnell, bevelhebber van de -neutrale- Zweedse strijdkrachten
- Achille Starace

Op de lijst van 1e Klasse staan.
- Ferdinand Čatloš, minister van Defensie en generaal in het Slowaaks leger

## Andere dragers van deze orde
- James Mooney, directeur van General Motors
- Thomas J. Watson, IBM, (28 juni 1937)

## Andere Duitse orden waarin een adelaar een rol speelt
- De Hoge Orde van de Zwarte Adelaar van het Koninkrijk Pruisen
- De Orde van de Rode Adelaar van het Koninkrijk Pruisen

## De Orde van Verdienste van de Duitse Adelaar na de Tweede Wereldoorlog
Deze versierselen zijn van een hakenkruis voorzien. Als gevolg daarvan is het verzamelen, tentoonstellen en verhandelen van deze onderscheiding in Duitsland aan strenge wettelijke regels is onderworpen.
De geallieerde mogendheden hebben na de bezetting van Duitsland het dragen van alle Duitse orden en onderscheidingen, dus ook die uit het Duitse Keizerrijk van vóór 1918, verboden. Dat verbod is in de DDR altijd van kracht gebleven. Op 26 juli 1957 vaardigde de Bondsrepubliek Duitsland een wet uit waarin het dragen van onderscheidingen met daarop hakenkruizen of de runen van de SS werd verboden. Het dragen van dit insigne werd, net als het dragen van het Ereteken voor de 9e November 1923, de zogenaamde "Bloedorde", streng verboden. Ook het verzamelen, tentoonstellen en afbeelden van de onderscheiding werd aan strenge regels gebonden. Een aantal onderscheidingen werd ontdaan van de hakenkruizen en soms van hakenkruis en adelaar. In deze gedenazificeerde uitvoering mochten de onderscheidingen worden gedragen. Met deze versierselen is dat niet het geval.